# Яструб Костянтин Пилипович
Костянтин Пилипович Яструб (Ястреб) (нар. 25 лютого 1935, село Гоноратка, тепер Оратівського району Вінницької області — 20 січня 2022) — український радянський партійний діяч, секретар Черкаського обкому КПУ, представник Президента України в Черкаській області.

## Біографія
Народився в родині службовця. Після закінчення школи вступив до Городищенського сільськогосподарського технікуму. Потім закінчив Українську сільськогосподарську академію, здобув спеціальність вченого-агронома.
Розпочав трудову діяльність у 1959 році змінним агрономом-технологом Лебединського насіннєвого заводу Шполянського району Черкаської області. Член КПРС.
У 1970-х роках працював в управлінні сільського господарства Черкаського облвиконкому, був заступником начальника, а упродовж шести років начальником управління сільського господарства. Перебував на партійній роботі: інструктор, завідувач відділу Черкаського обласного комітету КПУ.
У 1982 році закінчив Академію суспільних наук при ЦК КПРС у Москві.
У 1982 — 1991 року — секретар Черкаського обласного комітету КПУ з питань сільського господарства.
У березні — вересні 1991 р. — 1-й заступник голови виконавчого комітету Черкаської обласної ради народних депутатів.
У вересні 1991 — квітні 1992 року — голова Черкаської обласної ради народних депутатів і голова виконавчого комітету Черкаської обласної ради народних депутатів.
20 березня 1992 — 26 січня 1994 року — представник Президента України в Черкаській області.
З жовтня 1995 року працював головою правління закритого акціонерного товариства «Черкаситара».
Потім — на пенсії в місті Черкасах.
Пішов з життя 20 січня 2022 року

## Нагороди
- ордени
- медалі
- Почесна грамота Президії Верховної Ради Української РСР (22.02.1985)
- державний службовець 1-го рангу (.06.1994)[4]